# Fadogia latifolia
Fadogia latifolia là một loài thực vật có hoa trong họ Thiến thảo. Loài này được A.Chev. ex Robyns mô tả khoa học đầu tiên năm 1928.